# Гончаров Йосип Семенович
Гончаров Йосип Семенович (1796—1879) — останній отаман нижньодунайських козаків-некрасовців. Народився в с. Сарикиой (Добруджа) в родині Семена Гончара, який 1790 перейшов до некрасовців у Добруджу. Протягом 1829–31 брав активну участь у переселенні близько 300 родин некрасовців на лівий берег Дунаю до м. Тучков (нині м. Ізмаїл), слобід Стара Некрасівка та Нова Некрасівка (нині села Ізмаїльського району Одеської обл.). 1837 таємно повернувся в Туреччину, де займався торгівлею. Відстоював права некрасовських козаків перед турецькою адміністрацією, підтримував ідею створення Білокриницької ієрархії (1846). 1853–56 Г. – гетьман об'єднаного Добруджанського козацтва (некрасовців, задунайців та ногайців), яке штучно створив М.Чайковський (Мохамед Садик-паша). 1864, після ліквідації турецьким урядом пільг для некрасовців, Г. звернувся до російського уряду з проханням дозволити йому перебратися до Росії. Отримавши дозвіл, оселився у Саратовській губернії (1870). Прийняв офіційне православ'я і став ченцем. Помер у м. Хвалинськ (нині місто Саратовської обл., РФ).